# Narciarstwo dowolne na Zimowej Uniwersjadzie 2025
Narciarstwo dowolne na Zimowej Uniwersjadzie 2025 odbyło się w dniach 14–22 stycznia 2025 w Bardonecchia. Zawodnicy rywalizowali w pięciu konkurencjach. Te same konkurencje odbyły się zarówno dla mężczyzn, jak i dla kobiet.

## Zestawienie medalistów

### Kobiety
| Data        | Konkurencja                 | Złoto              | Srebro           | Brąz          |
| ----------- | --------------------------- | ------------------ | ---------------- | ------------- |
| 14 stycznia | Jazda po muldach            | Anastasija Gorodko | Haruka Nakao     | Hanna Weese   |
| 15 stycznia | Jazda po muldach podwójnych | Anastasija Gorodko | Ajaułym Amrenowa | Marin Ito     |
| 17 stycznia | Slopestyle                  | Victoire Tillier   | Lara Shaw        | Amélie Cancel |
| 19 stycznia | Big Air                     | Victoire Tillier   | Marija Anijczyn  | Amélie Cancel |
| 22 stycznia | Skicross                    | Nathalie Bernard   | Isabel Hofherr   | Sage Stefani  |

### Mężczyźni
| Data        | Konkurencja                 | Złoto             | Srebro         | Brąz             |
| ----------- | --------------------------- | ----------------- | -------------- | ---------------- |
| 14 stycznia | Jazda po muldach            | Akseli Ahvenainen | Shugo Kanno    | Quinn Dawson     |
| 15 stycznia | Jazda po muldach podwójnych | Haruka Nakao      | Anton Bondarew | Jackson Crockett |
| 17 stycznia | Slopestyle                  | Hugo Picquet      | Stefan Sorokin | Klemen Vidmar    |
| 19 stycznia | Big Air                     | Klemen Vidmar     | Ołeh Bojko     | Marek Krčál      |
| 22 stycznia | Skicross                    | Erik Wahlberg     | Sora Sasaoka   | Yamato Asakawa   |

## Tabela medalowa
*   Gospodarz ( Włochy)
| Miejsce | Reprezentacja     | Złoto | Srebro | Brąz | Razem |
| ------- | ----------------- | ----- | ------ | ---- | ----- |
| 1       | Francja           | 3     | 0      | 2    | 5     |
| 2       | Kazachstan        | 2     | 2      | 0    | 4     |
| 3       | Japonia           | 1     | 3      | 2    | 6     |
| 4       | Słowenia          | 1     | 0      | 1    | 2     |
| 5       | Szwecja           | 1     | 0      | 0    | 1     |
| 5       | Finlandia         | 1     | 0      | 0    | 1     |
| 5       | Włochy            | 1     | 0      | 0    | 1     |
| 8       | Ukraina           | 0     | 2      | 0    | 2     |
| 9       | Estonia           | 0     | 1      | 0    | 1     |
| 9       | Wielka Brytania   | 0     | 1      | 0    | 1     |
| 9       | Austria           | 0     | 1      | 0    | 1     |
| 12      | Kanada            | 0     | 0      | 2    | 2     |
| 13      | Stany Zjednoczone | 0     | 0      | 1    | 1     |
| 13      | Niemcy            | 0     | 0      | 1    | 1     |
| 13      | Czechy            | 0     | 0      | 1    | 1     |
| Razem   | Razem             | 10    | 10     | 10   | 30    |